# Phyllanthus stenophyllus
Phyllanthus stenophyllus är en emblikaväxtart som beskrevs av André Guillaumin. Phyllanthus stenophyllus ingår i släktet Phyllanthus och familjen emblikaväxter. Inga underarter finns listade i Catalogue of Life.